# Jytte Kort
Jytte Kort Rasmussen (1935) er en tidligere dansk atlet. Hun var medlem af Amager IF.
Jytte Kort var i en periode indehaver af den danske femkampsrekord. Hun fik Amager Bladets idrætspris 1958.

## Internationale mesterskaber
- 1958 EM 400 meter 57,9
- 1958 EM 800 meter 2:16,4

## Danske mesterskaber
Denne liste er ufuldstændig; hjælp gerne med at udfylde den.
- Guld 1959 800 meter 2:18,6
- Guld 1958 800 meter 2:20,0
- Guld 1958 Femkamp
- Guld 1957 800 meter 2:22,6
- Guld 1956 800 meter 2:28,0